# Тахтоямск
Тахтоя́мск — село в Магаданской области России. Входит в Ольский район и соответствующий ему муниципальный округ.

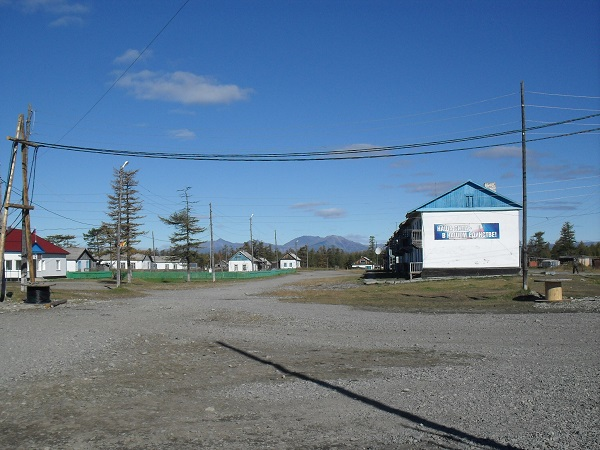
Тахтоямск

## География
Село расположено на северо-востоке Ольского  района Магаданской области, на побережье залива Шелихова Охотского моря, в 5 км к юго-западу от устья реки Тахтояма.
Природа
Животный мир представлен большим количеством медведей, которые в голодный период иногда заходят в посёлок. Охотятся на медведей в основном в мае, т.к. в это время ещё лежит снег и охотникам легко загнать зверя на снегоходе. Также присутствуют лисы, волков нет. Из травоядных животных присутствуют олени и  горные бараны.

## История
Возникновение села Тахтоямск связано с расселением эвенов на территории северного Приохотья. Эвены начали осваивать Охотское побережье к северо-востоку от реки Ола с XVII  в., одновременно с продвижением русских землепроходцев. В устьях рек Иреть, Туманы, Тахтояма и в прибрежных бухтах до прихода эвенов и русских жили коряки, которые делились на береговых жителей и кочевых оленеводов. В XVIII – XIX вв. поселения коренных жителей в этом районе были крайне немногочисленны.
Для заселения Охотского побережья и Камчатки в XVIII веке туда посылали русских крестьян из Илимска, порой ссыльных. Так, в 1846 году в Тахтоямске проживало 111 русских крестьян — мужчин.
В XIX в устье реки  Тахтоямы возникают сезонные поселения кочевых эвенов, выходивших к побережью для рыбной ловли. В советский период среди коренных народов, населявших прибрежные районы Охотского моря, было развёрнуто колхозное строительство.
В 1933 -1935 гг. на Охотском побережье действовали 17 простейших производственных объединений по совместному выпасу оленей и лову рыбы, занимались грузоперевозками по заданию Дальстроя. В 1933 г. Был образован Тальский сельсовет, а в 1938 г. эвены аткинской группы из товарищества «Талая», осели на морском побережье в устье реки Тахтоямы. 
Здесь в предвоенные годы и было построено село Тахтоямск, в окрестностях которого были расположены хорошие оленьи пастбища, море, реки, богатые рыбой и морзверем. Товарищество «Талая» впоследствии было переименовано в «Рыбак», а в 1940 г. перешло на устав сельскохозяйственной артели, которую назвали «Оленевод». В артель входили 15 семей. С образованием сельхозартели возросла оседлость эвенов, кочевавших в районе Талой.
В 1951 г. артель «Оленевод» была объединена с туманской сельхозартелью «Вперёд». Таким образом образовался колхоз «Победа» с центральной усадьбой в селе Тахтоямск.
В 1953 г. колхоз имел 101 хозяйство, в нём трудились 173 колхозника. Основной доход колхоз получал от оленеводства. Оленье стадо насчитывало 13000 - 14000 голов. Кроме того, колхозники выращивали картофель, капусту, разводили крупный рогатый скот, имели небольшую молочно-товарную ферму, звероферму, цех рыбообработки.
В 1959 г. были построены электростанция, детские ясли, в 27 жилых домах произведён капремонт, где печи-времянки заменены кирпичными, провели электричество, радио.
Тахтоямская сельская  администрация  была создана 26.12.1991 года.
25.01.1994 г. совхоз «Победа» реорганизован в АОЗТ (акционерное общество закрытого   типа) «Тахтоямск», а 23.04.2001 г. преобразован в ООО «Тахтоямск»
Муниципальное образование «Село Тахтоямск» образовалось 22.05.2005г.
С 2005 до 2015 года — административный центр сельского поселения село Тахтоямск.

## Население
| 1924 | 1926 | 2002 | 2010 | 2012 | 2013 | 2014 |
| ---- | ---- | ---- | ---- | ---- | ---- | ---- |
| 24   | ↗46  | ↗382 | ↘322 | ↘315 | ↘308 | ↘301 |
| 2015 | 2018 | 2020 | 2021 |      |      |      |
| ↘297 | ↘289 | →289 | ↘201 |      |      |      |

Около 265 человек составляют эвены.

## Климат
Климат села Тахтоямск морской с умеренно-суровой зимой и нежарким летом. Для него характерна продолжительная весна и осень, что связано с отепляющим действием моря. 
Надо отметить, что даже летом теплее +12-15С оно не бывает, поэтому местное население купается раз- два  в год. В отличие от Балтийского Охотское море имеет синий цвет, и причём довольно прозрачное и ничем не пахнет.
В течение года преобладают отрицательные температуры воздуха. Период положительных среднемесячных температур длится 5 месяцев (май-сентябрь), продолжительность безморозного периода составляет около 105-110 дней. Первые заморозки отмечены в конце августа, последние - в июле.
Среднегодовая температура воздуха равна минус 5 0 . Среднемесячная температура наиболее холодных месяцев года (декабрь – февраль) колеблется в пределах -16,8 гр.  до -25 гр. Абсолютный минимум температуры воздуха в отдельные годы достигает -42,8 гр. С .
Самые тёплые месяцы года – июль и август. Их среднемесячные температуры составляют 11,7 гр. до 13,4 гр. С. Абсолютный максимум обычно наблюдается в августе, реже – в июле и не превышает 25 гр. – 26 гр.С.

## Экономика
Занятость населения обеспечивается в течение всего года в социально значимых объектах, таких как школа, амбулатория, магазин с хлебопекарней, библиотека, администрация, котельная, электростанция. В период нереста лососёвых рыб — с марта по октябрь почти всё свободное население принимает участие в рыб добыче на местном предприятии, где не только ловят, но и потрошат её, фасуют по 20 кг. Всю пойманную рыбу сначала замораживают в морозилках, даже если готовят не на продажу. Связано это с тем, что рыба содержит множество паразитов, которые погибают при заморозке.

## Транспорт и связь
Село не имеет автомобильных дорог, связывающих его со внешним миром. Поэтому все габаритные грузы доставляются летом на кораблях, люди перемещаются на вертолётах. По данным 2013 года авиасообщение организует компания ПАНХ. Стоимость перелёта Магадан - Тахтоямск в 2022 году была 5500 р. По времени перелёт занимает около 1,5 часов.  Рейсы выполняются 1 раз в 2 недели (второй и четвертый вторник месяца). В летний период вертолёт обычно «забит под завязку», то есть 22 человека и гора сумок посередине. На судне время в пути 1-2 суток.  На грузовике по бездорожью примерно столько же. В зимний период местные жители передвигаются на снегоходах (до Магадана доезжают за 7-10 часов).
В селе присутствует мобильный оператор: МТС, качество связи хорошее. Доступ в интернет осуществляется через спутник.
В селе имеется одноимённое отделение почтовой связи (индекс 685922). Письма доставляются из Магадана авиатранспортом раз в 2 недели.

## Инфраструктура
В селе есть магазин с ассортиментом продуктов первой необходимости. В нём же каждый день пекут хлеб. В выходные дни магазин не работает. Цены, как и в Магадане, в 1,5-2 раза выше московских.
В селе есть возможность остановиться в местной гостинице (на первом этаже двухэтажного многоквартирного дома). Дом оборудован канализацией, центральным отоплением, холодным и горячим водоснабжением. Внутри всё прилично, есть небольшая библиотека с классиками русской и иностранной литературы. В летний период горячая вода есть не всегда, поэтому почти все моются в местной душевой на дизельной электростанции. Цена в сентябре 2013 г. была 500р/сутки.